# كسوف الشمس 19 أبريل 2004
حدث كسوف الشمس الجزئي في 19 أبريل 2004. يحدث كسوف الشمس عندما يمر القمر بين الأرض والشمس، وبالتالي يحجب صورة الشمس كليًا أو جزئيًا عن مناطق محددة على الأرض. يحدث كسوف جزئي للشمس في المناطق القطبية من الأرض عندما يغيب مركز ظل القمر عن الأرض. كان مرئيًا إلى حد كبير فوق سواحل المحيط الجنوبي والأطلسي والمنطقة الشمالية من القارة القطبية الجنوبية ، وأبرزها شبه الجزيرة القطبية الجنوبية.
يمكن أيضًا رؤية الكسوف في جنوب إفريقيا عند غروب الشمس. بالنظر إلى الحجم والإرتفاع الشمسي، فإن جنوب أفريقيا هي أفضل مكان لمراقبة هذا الكسوف. في كيب تاون، كانت الشمس محجوبة بنسبة 40٪، بينما كانت الشمس في بريتوريا محجوبة بنسبة 29٪. إلى الشمال، ظل الخسوف مرئيًا حتى أنغولا وجنوب جمهورية الكونغو الديمقراطية وتنزانيا.

## كسوفات ذات صلة

### كسوف 2004
- كسوف جزئي للشمس في 19 أبريل.
- خسوف القمر مايو 2004.
- كسوف الشمس 14 أكتوبر 2004.
- خسوف القمر أكتوبر 2004.

| 54                             | 55                         | 56                          |
| ------------------------------ | -------------------------- | --------------------------- |
| December 21, 1805              | January 1, 1824            | January 11, 1842            |
| 57                             | 58                         | 59                          |
| January 23, 1860               | February 2, 1878           | February 13, 1896           |
| 60                             | 61                         | 62                          |
| February 25, 1914 [الإنجليزية] | March 7, 1932 [الإنجليزية] | March 18, 1950 [الإنجليزية] |
| 63                             | 64                         | 65                          |
| March 28, 1968 [الإنجليزية]    | April 9, 1986 [الإنجليزية] | April 19, 2004              |
| 66                             | 67                         | 68                          |
| April 30, 2022 [الإنجليزية]    | May 11, 2040 [الإنجليزية]  | May 22, 2058 [الإنجليزية]   |
| 69                             | 70                         |                             |
| June 1, 2076 [الإنجليزية]      | June 13, 2094 [الإنجليزية] |                             |

## روابط خارجية
- مخطط ناسا لكسوف الشمس في 19 أبريل